# أنطونيو سيجورا
أنطونيو سيجورا (بالإسبانية: Antonio Segura)‏ هو فنان قصص مصورة وكاتب إسباني، ولد في 13 يونيو 1947 في بلنسية في إسبانيا، وتوفي بنفس المكان في 31 يناير 2012.